# Aechmea milsteiniana
Aechmea milsteiniana är en gräsväxtart som beskrevs av Lyman Bradford Smith och Robert William Read. Aechmea milsteiniana ingår i släktet Aechmea och familjen Bromeliaceae. Inga underarter finns listade i Catalogue of Life.